# Agogik
Agogik (grekiska: αγωγικός agogikόs, från αγωγή agogé) är inom olika musikformer samlingsnamn för de grundelement som gör en musikalisk tolkning individuell. 
Agogiken kan till exempel innefatta frasering, tempoavvikelser och dynamiska skillnader. Sådana skillnader kan också nedtecknas av kompositören, med hjälp av till exempel legatobågar, eller termer som accelerando och crescendo, men räknas då inte in i agogiken. 
Om man vill kan agogiken ses som den del av musiken som "inte står i noterna", utan uppfinns av exekutören.[källa behövs] Känsla för agogik är, enligt vissa, vid sidan av god teknik den viktigaste egenskapen för en musiker.
Ett exempel är att inom jazzmusik noteras två åttondelar, men de spelas med så kallad triolkänsla som innebär att man spelar den första åttondelen på två av triolens toner och den andra åttondelen på den tredje av triolens noter.
Det finns andra exempel inom barock-musiken som påminner om jazzens icke-notationer, eller mellan (barock)musiker vedertagna sätt att framföra barock-musik.